# Останній розділ (фільм)
«Оста́нній ро́зділ» — кінофільм режисера Алека Такмана, що вийшов на екрани в 2006 році.

## Зміст
Вперше вирішивши написати книгу, Тод бере за прототип головної героїні свою дівчину Дженішфер. Редактор видавництва, прочитавши написане, схвалює ідею автора, але просить додати містики і жаху. Щоб набрати матеріалу, Тод підмінює ліки подруги.З дівчиною починають відбуватися жахливі зміни. Її всюди переслідують кошмари, які стають частиною книги. А Тод отримує нову умову від редактора - наприкінці героїня повинна померти.

## Ролі
| Актор                 | Роль |
| --------------------- | ---- |
| Канзас Керредін       | -    |
| Federico Fafe         | -    |
| Стефані Бентлі        | -    |
| Чейз Страгов          | -    |
| Роберт Хьюз           | -    |
| Ліза Джордан          | -    |
| Дорри Грейс           | -    |
| Барбара Конуей        | -    |
| Девід Ентоні Ернандез | -    |
| Ніколь Сандовал       | -    |

## Знімальна група
- Режисер — Алек Такман
- Сценарист — Джеремі Секстон
Алек Такман
- Продюсер — Оуен Шіфлетт
Joni Zurawinski
Роберт Коуп
- Композитор — Дж. Девід Кросбі